# Де Стейл

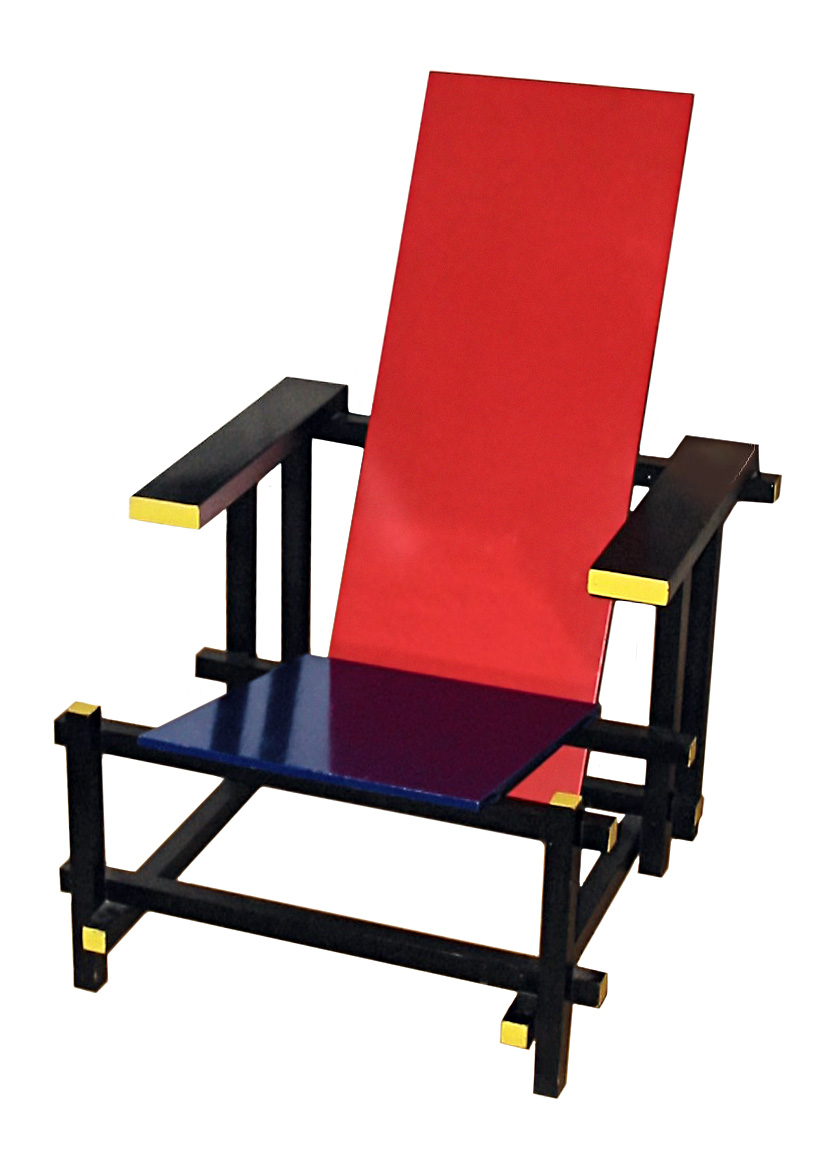
Красно-синий стул Геррита Ритвельда. 1917

«Де Стейл», «Де Стиль» (нидерл. «De Stijl» — Стиль) — творческое объединение художников, образованное в Лейдене в 1917 году. Также название журнала, издаваемого основателем объединения, нидерландским живописцем, архитектором, скульптором и теоретиком искусства Тео ван Дусбургом. Члены объединения были создателями нового течения в искусстве: неопластицизма. Де стиль оказал принципиальное влияние на формирование интернационального модернизма в архитектуре, и абстрактной живописи первой половины XX века. Также Де Стейл оказал заметное воздействие на формирование таких явлений как Интернациональный типографический стиль и Швейцарский стиль в графическом дизайне.

## Предпосылки создания объединения
Идеи нового объединения складывались под влиянием искусства французского кубизма и параллельно с формированием пуризма, провозглашённого французскими художниками-живописцами Амеде Озанфаном и Шарлем-Эдуаром Жаннере (будущим архитектором под псевдонимом Ле Корбюзье) в 1918 году в манифесте «После кубизма». Однако, поскольку Нидерланды оставались нейтральными во время Первой мировой войны, голландские художники не могли покинуть страну после 1914 года и, таким образом, были изолированы от международного центра искусства, каковым в то время являлся Париж.
Значительное влияние на формирование концепции группы оказали идеи голландского математика и теософа М. Х. Й. Шёнмакерса (M. H. J. Schoenmaekers; 1875—1944). Предположительно, именно он придумал название объединения. В 1915 году Шёнмакерс опубликовал эссе «Новый образ мира» (Het nieuwe wereldbeeld), а в 1916 году — «Принципы пластической математики» (Beginselen der beeldende wiskunde). Эти публикации повлияли на формирование художественного мировоззрение Тео ван Дусбурга и живописца Питера Корнелиса Мондриана.
Тео ван Дусбург (псевдоним К. Э. М. Кюппера) был архитектором, живописи учился самостоятельно. Испытал влияние В. В. Кандинского. Участвовал в выставках объединений «Абстракция-Творчество», «Круг и квадрат». Прямоугольным линиям картин Мондриана он противопоставлял диагональные, назвав свой подход «контркомпозицией». В 1929 году ван Дусбург основал журнал «Конкретное искусство» (Art Concret; вышел всего один номер). Во время кратковременного увлечения дадаизмом в 1922 году ван Дусбург выпустил один номер журнала «Мекано» (Mécano).
В 1917—1931 годах в Брюсселе под редакцией ван Дусбурга выходил журнал «Де Стейл» (De Stijl). В 1920—1923 годах Ван Дусбург вместе с архитектором Корнелисом ван Эстереном разрабатывал теорию неопластической архитектуры. В 1926 году они опубликовали «Манифест элементаризма», в котором Ван Дусбург призывал к абстрактному искусству «универсального языка», не связанному с литературными ассоциациями (намёк на течения символизма и сюрреализма в живописи), основанному «на чётких визуальных формах». Эти идеи возникли также под влиянием живописной теории пуантилизма Ж. Сёра, произведений А. Ван де Велде и работ участников выставки 1912 года «Золотое сечение». Архитектурные идеи ван Дусбурга и ван Эстерена формировались под непосредственным влиянием творчества Хендрика Петрюса Берлаге и Фрэнка Ллойда Райта.
Мондриан писал абстрактные композиции на плоскости из прямоугольников и квадратов, закрашенных в красный, серый, голубой и жёлтый цвета, разделенных чёрным контуром. В основу подобных композиций положен принцип пондерации (взвешивания), или «динамического равновесия», выработанный в истории изобразительного искусства, развития способов архитектонического и технического формообразования. Известное в архитектуре ещё с античности правило прямого угла голландский художник преобразовал в «мистерию отношений единичного и множества… противопоставления вертикальных и горизонтальных линий, как мужских и женских». Особое, мистическое значение он придавал сопоставлению основных цветов спектра: красного, синего, жёлтого с «нецветами» — белым, серым, чёрным. Зелёный цвет он отвергал. Мондриан считал, что весь мир можно отразить «двумя базовыми противоречиями»: горизонталью как силовой линией Земли и вертикалью, «имеющей начало в центре Солнца». Главным принципом формообразования стал ритм, а линиям придавалось символическое и даже сакральное значение. Вертикали Мондриан считал «мужскими», а горизонтали — «женскими силовыми линиями». Мондриан называл себя «голландским философом с кистью в руке».
Название «Новый пластицизм» (Nieuwe Beelding) было впервые введено в 1917 году именно Мондрианом, который написал серию из двенадцати очерков под названием «Новый пластицизм в изобразительном искусстве» (De Nieuwe Beelding in de schilderkunst). Статьи были опубликованы в журнале «De Stijl». В 1920 году в Париже Мондриан опубликовал книгу на французском языке под названием «Неопластицизм: общий принцип пластической эквивалентности» (Le Néo-Plasticisme: Principe Général de l’Equivalence Plastique).
В круг основателей нового движения помимо ван Дусбурга, Мондриана и ван Эстерена входили также архитекторы, скульпторы, живописцы, поэты, критики и теоретики: Барт ван дер Лек Якобс Йоханнес Ауд, Ян Вилс, Роберт ван Хофф, Жорж Вантонгерло, Антони Кок. Позднее к ним примкнули Джино Северини, Жан Арп, Геррит Ритвельд, Эль Лисицкий, Фридрих Фордемберге-Гильдеварт, Казар Домела Ньювенгейс, Константин Бранкузи. На пике популярности объединение насчитывало до 100 членов, а журнал имел тираж 300 экземпляров.

## Концепция

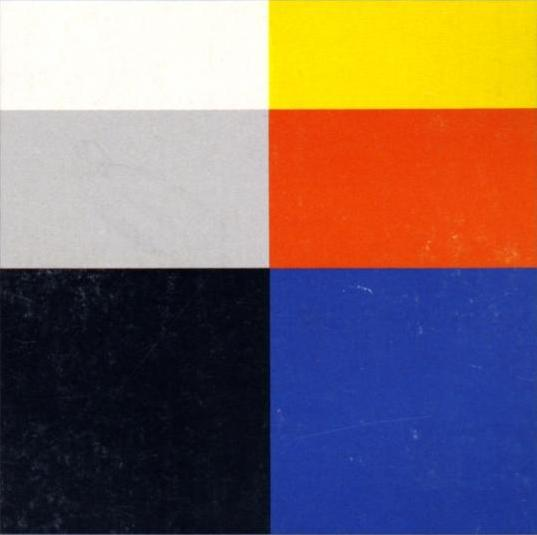
T. Ван Дусбург. Композиция. 1924

Для философии группы «Де Стейл» характерен панэстетизм и пуризм, вера в то, что совершенная архитектоника вытеснит «хаос природы». Главной чертой эстетической программы нового объединения стало радикальное обновление искусства на основе коренных изменений отношений к человеку и условиям его жизни. Художник не должен замыкаться в своём творчестве и работать изолированно в своём ателье, а, подобно инженеру, должен «атаковать современные ему общественные и экономические условия» жизни с целью их обновления. Художественное произведение прежде всего должно иметь ясную рациональную основу и прагматическую функцию в «инженерной чистоте и конкретности» своего предназначения. Девизом нового течения стали слова ван Дусбурга: «Цель природы — человек, цель человека — стиль». Ван Дусбург писал книги, статьи, выступал с лекциями в Германии, Чехии, Австрии. «Я живу в будущем, — писал Ван Дусбург, — в котором нет места искусству, так как искусство есть там, где не хватает красоты». Мондриан также утверждал, что «универсум это сама красота, она не требует украшений или изображений. Живопись теперь архитектурна, поэтому потребность в живописи скоро исчезнет, её заменит чистая архитектура».
Около 1921 года происходили изменения. После работы ван Дусбурга в 1921—1923 годах в Баухаусе в идеологии группы стали сказываться влияния супрематизма К. С. Малевича и русского конструктивизма. Такие изменения приняли не все члены объединения. В 1924 году с группой порвал Пит Мондриан. Влияния дадаистов, поэзии И. К. Бонсета и «антифилософии» Альдо Камини, также вызвали споры. Только после смерти Ван Дусбурга выяснилось, что Бонсет и Камини — его псевдонимы.
В 1924 году Ван Дусбург, соответственно идеям группы, сформулировал шестнадцать принципов будущей архитектуры:
— форма должна быть независимой от предыдущих стилей;
— архитектура должна развиваться суммированием самостоятельных элементов, к которым относятся функция, масса, поверхность, время, пространство, свет, цвет и материал;
— архитектура должна быть экономной в отношении средств проектного языка;
— постройка должна быть функциональной;
— здание должно состоять из отдельных плоскостей, которые являются порождением одной идеи и выполняют общую функцию;
— монументальность возникает независимо от расположения и масштаба; не существует зависимости большого от малого и малого от большого; есть лишь взаимосвязь между всеми элементами;
— в архитектуре не должно быть пассивных элементов, отныне все архитектурные элементы могут без всяких ограничений распределяться в пространстве;
— четвёртое измерение, или пространственно-временной фактор, в архитектуре достигается единством пространства и времени, отчего архитектура приобретает истинно пластическое качество;
— принципиальные различия между «внутри» и «снаружи» более не существуют, стены становятся прозрачными, а свободная планировка создает условия для совмещения внутреннего и внешнего пространств в одно целое;
— расчлененность и «антикубичность» осуществляются с помощью подвижных перегородок и висящих поверхностей (балконов), создающих совершенно новую пластическую выразительность;
— архитектура должна устранить монотонные повторения, симметричность и стандартность элементов;
— вместо симметрии предлагается сбалансированность архитектурных частей;
— архитектура призвана демонстрировать тождественность конструктивности и эстетичности;
— новая архитектура должна покончить с живописью в качестве отдельного искусства; этот вид искусства вольется в архитектуру и тогда необходимость в живописной картине отпадет сама собой;
— с помощью цвета создается четвёртое измерение, поскольку он выражает отношение между пространством и временем; цвет в архитектуре не является декоративным элементом, он служит органической средой выражения;
— архитектурное сооружение синтезирует в себе все искусства и раскрывает их истинную природу, оно не допускает никаких картин или скульптур, изображающих что-либо; в архитектуре должно содержаться все, что поистине необходимо.

## Дом Трюс Шрёдер

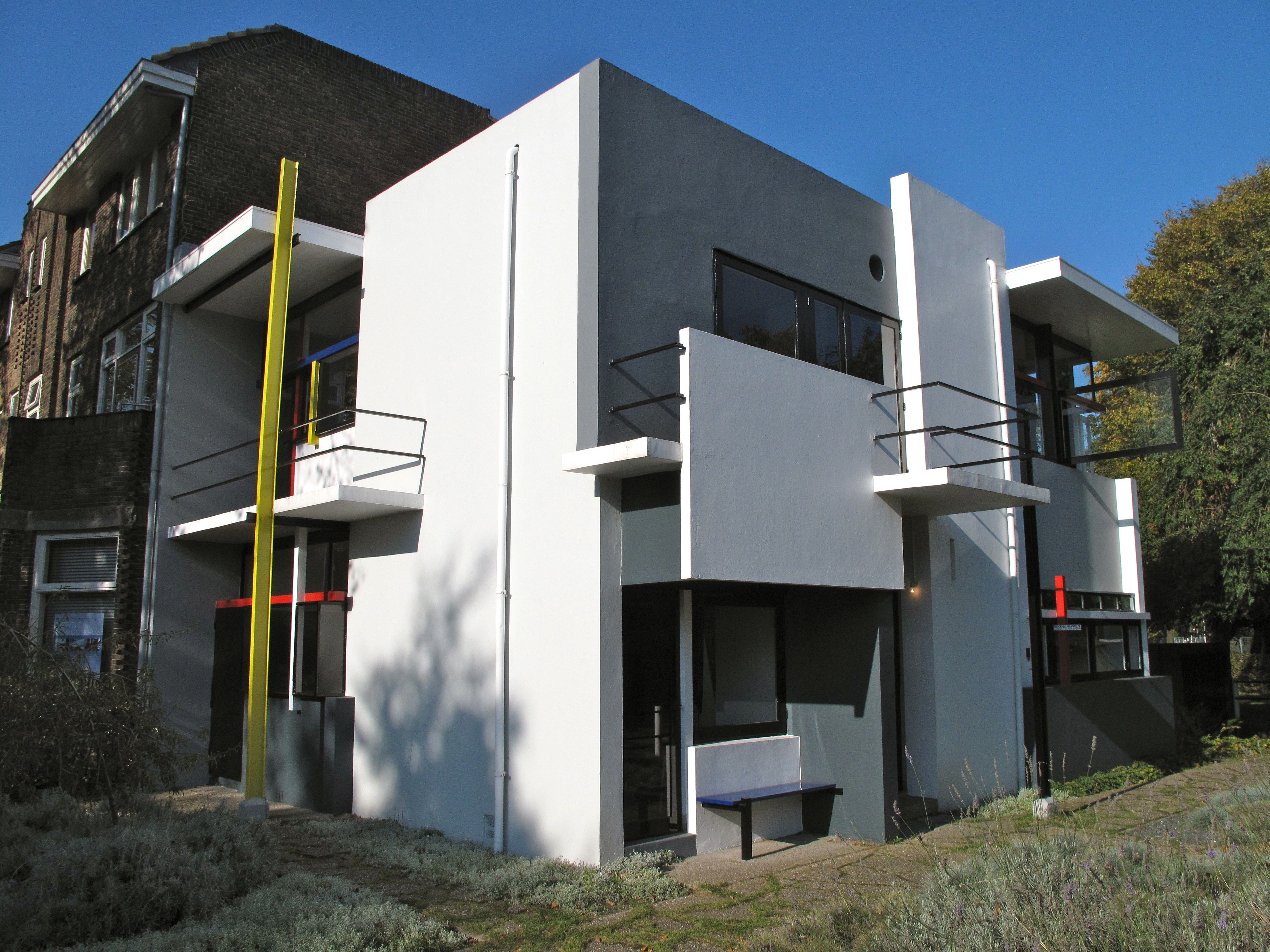
Дом Трюс Шрёдер в Утрехте. Архитектор Г. Ритвельд. 1924

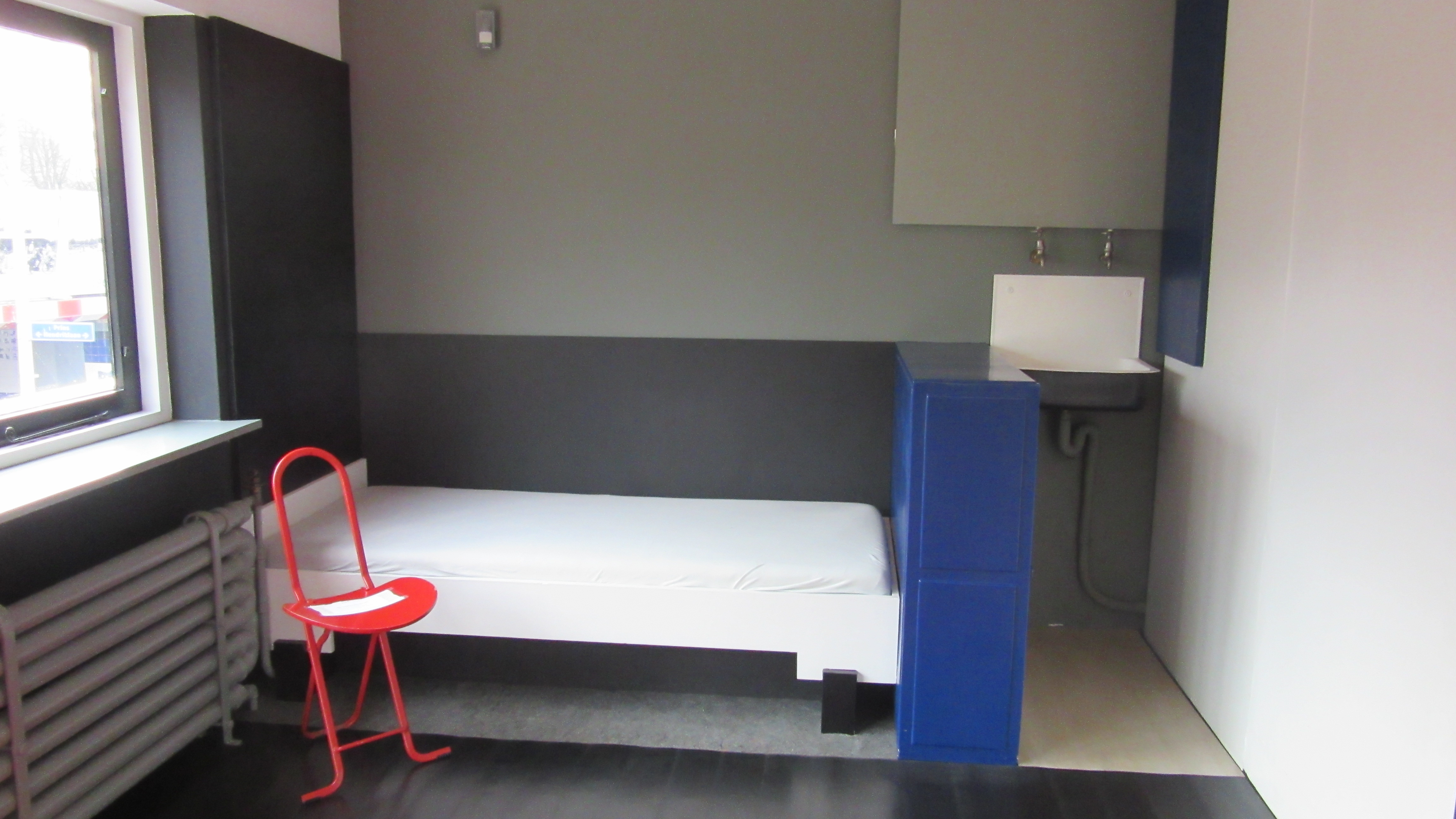
Дом Шрёдер. Комната сына

Главное произведение группы «Де Стейл» и шедевр архитектуры XX века — дом художницы Трюс Шрёдер в Утрехте, построенный в 1924 году Герритом Ритвельдом. Госпожа Шрёдер, близкий друг архитектора, прожила в этом доме с тремя детьми до смерти в 1985 году. Ныне в этом доме музей.
Дом напоминает живопись Пита Мондриана, которая вдруг стала объемной. Здесь нет стандартных архитектурных деталей, никакого орнамента — одни прямые углы и плоскости, окрашенные в основные цвета спектра. Фасады образованы сочетанием выступающих и заглубленных плоскостей и линий, они кажутся не реальными, а нарисованными, картинными. Эта архитектура выражает не тектонические представления, а ощущение пространства, организованное с помощью пластики и ритма. Композиция дома отражает 16 пунктов архитектуры неопластицизма, сформулированных Ван Дусбургом: она «элементарна, экономична и функциональна; немонументальна и динамична; антикубистическая по форме и антидекоративная по цвету».
Пространство дома плавно «перетекает» из одной зоны в другую; раздвижные перегородки позволяют модифицировать внутреннее пространство, снимая привычные границы, отделяющие одну комнату от другой. Цвет акцентирует такие переходы. Фасады образованы сочетанием выступающих и заглубленных плоскостей и линий, они кажутся не реальными, а нарисованными, картинными. Эта архитектура выражает не тектонические представления, а ощущение пространства согласно принципам неопластицизма. Снаружи здание «растворяется» в окружающем пространстве, что превращает его, скорее, в некий цветной геометризованный натюрморт под открытым небом.

## Наследие
В 1928 году Геррит Ритвельд стал одним из 28 учредителей Международного конгресса современной архитектуры. Якобс Йоханнес Ауд в 1918—1933 годах занимал должность главного архитектора Роттердама. Вместе с ван Дусбургом, Эстереном и Ритвельдом он считается создателем новой голландской школы архитектуры. В 1921 году Ауд покинул объединение. С 1923 года работал проектировщиком в Англии. Эстетический и философский пуризм группы «Де Стейл» оказал значительное влияние на архитектуру XX столетия, в том числе на деятельность Баухауса, где Тео ван Дусбург преподавал в 1921—1923 годах. Идеи неопластицизма сказались в творчестве Вальтера Гропиуса, Людвига Мис ван дер Роэ, Ле Корбюзье, Эриха Мендельсона, Бруно Таута. Проекты и постройки архитекторов группы «Де Стиль» оказывали влияние на многих художников и в значительной степени определили развитие европейского графического дизайна. В частности, Де Стиль оказал заметное влияние на формирование Интернационального типографического стиля и Швейцарского стиля в графическом дизайне. Однако идеи пуризма и «чистого эстетизма», не связанного с материальной действительностью, рушились под воздействием социалистического движения, захватившего также и Баухаус, а затем и национал-социалистической идеологии, нарастания напряжённости в Германии. В 1929 году Ван Дусбург переехал в Париж, где основал журнал «Конкретное искусство». С кончиной Ван Дусбурга в 1931 году в Давосе, Швейцария, завершилась деятельность группы «Де Стейл».
«Де Стейл» не был целостной, сплочённой группой художников. Участники знали друг друга, но работали, как правило, разобщённо. Например, Мондриан и Ритвельд никогда не встречались друг с другом. Тем не менее, влияние членов группы на дальнейшее развитие архитектуры было значительным. Примеры такого воздействия можно увидеть в кварталах Роттердама, Страсбурга и других городов Европы.
Работы членов группы разбросаны по всему миру, но тематические выставки «Де Стейл» организуются регулярно. Значительными коллекциями произведений неопластицизма обладают многие музеи: Муниципальный музей Гааги, Стеделейк музей в Амстердаме, Центральный музей Утрехта. Архитектурные проекты членов объединения «Де Стейл» использовали создатели станций «Румянцево» и «Саларьево» Московского метрополитена, открытых в 2016 году.
«Де Стейл» оказал влияние только на творчество композитора Якоба ван Домселара, близкого друга Мондриана. Под его влиянием Домселар написал в 1913—1916 годах девять фортепианных пьес, получивших общее название «Опыты стиля» (Proeven van Stijlkunst). Музыка этих сочинений в концепции минимализма по замыслу композитора была призвана иллюстрировать «горизонтальные» и «вертикальные» линии неопластицизма.

## Галерея

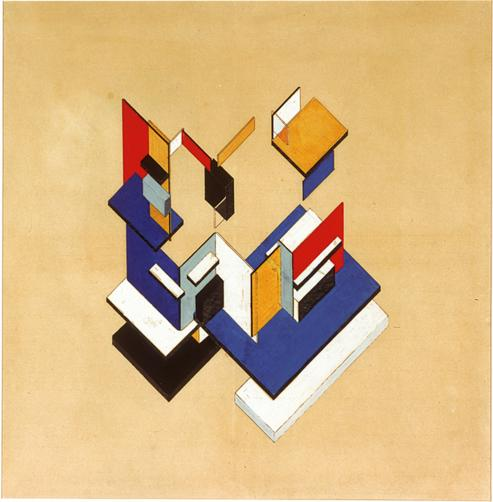
T. Ван Дусбург. Конструкция. 1923
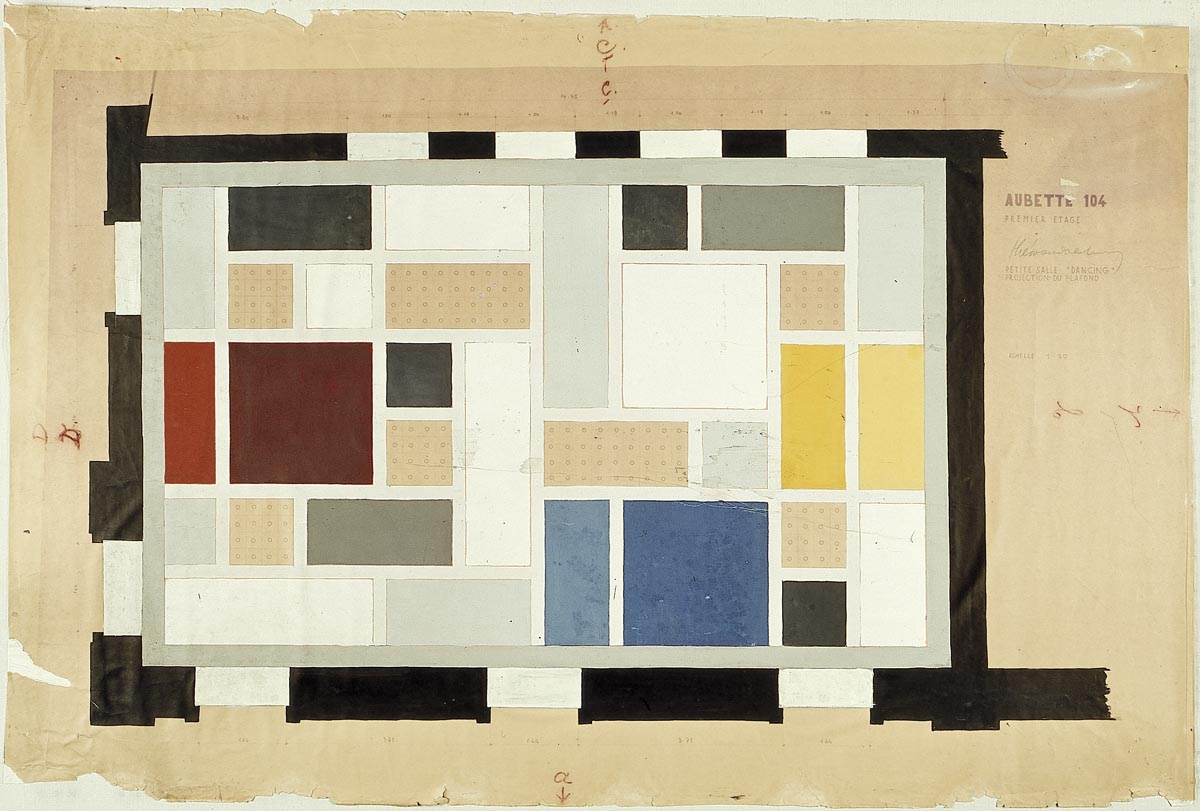
T. Ван Дусбург. Проект росписи потолка. 1927
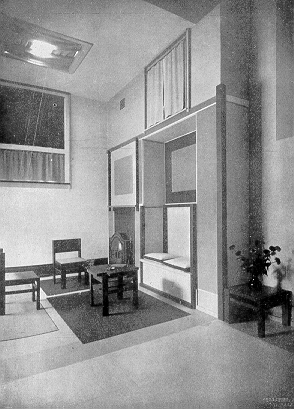
Фотоателье в Гааге. Де Стейл. 1921
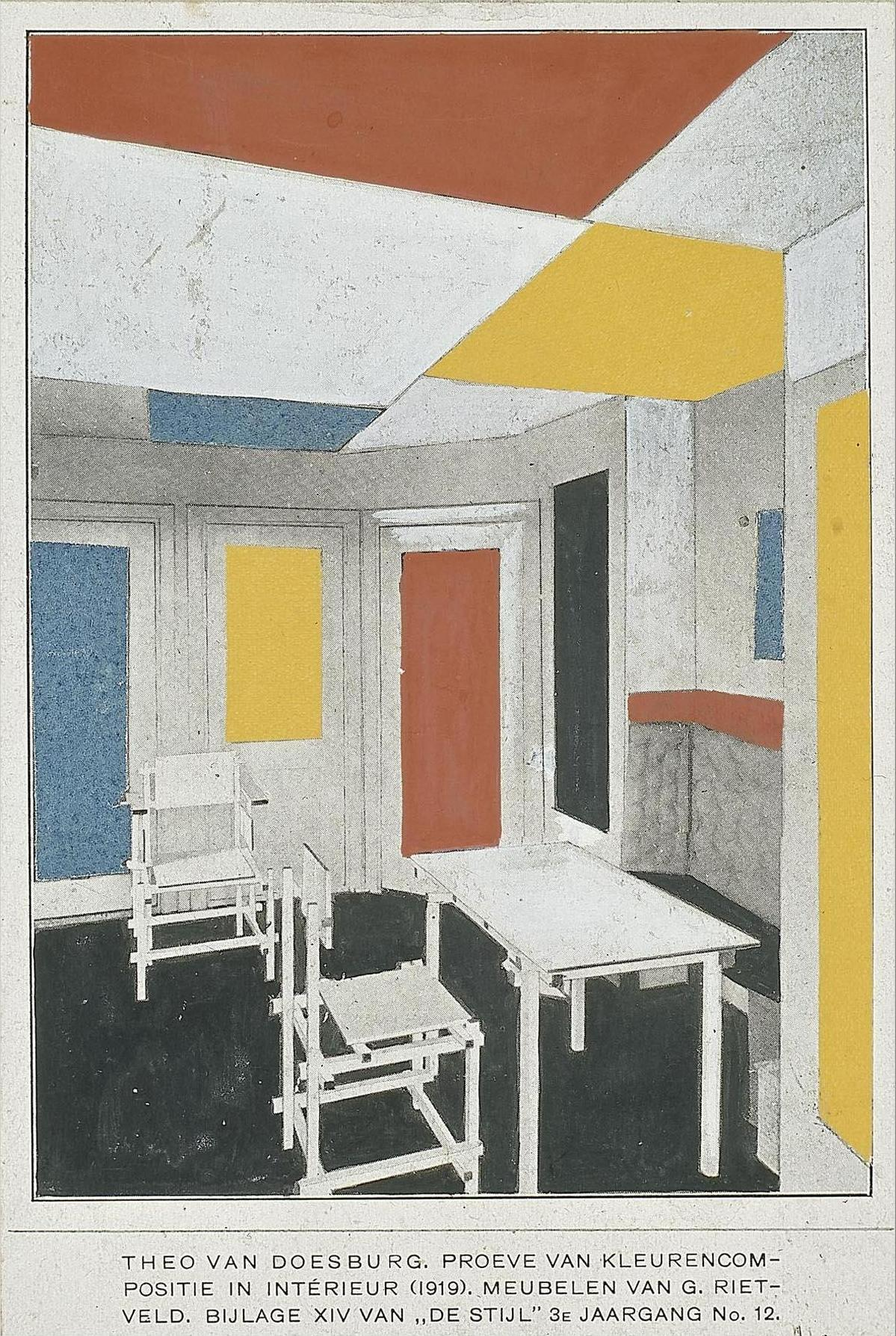
Т. ван Дусбург и Г. Ритвельд. Интерьер. 1919
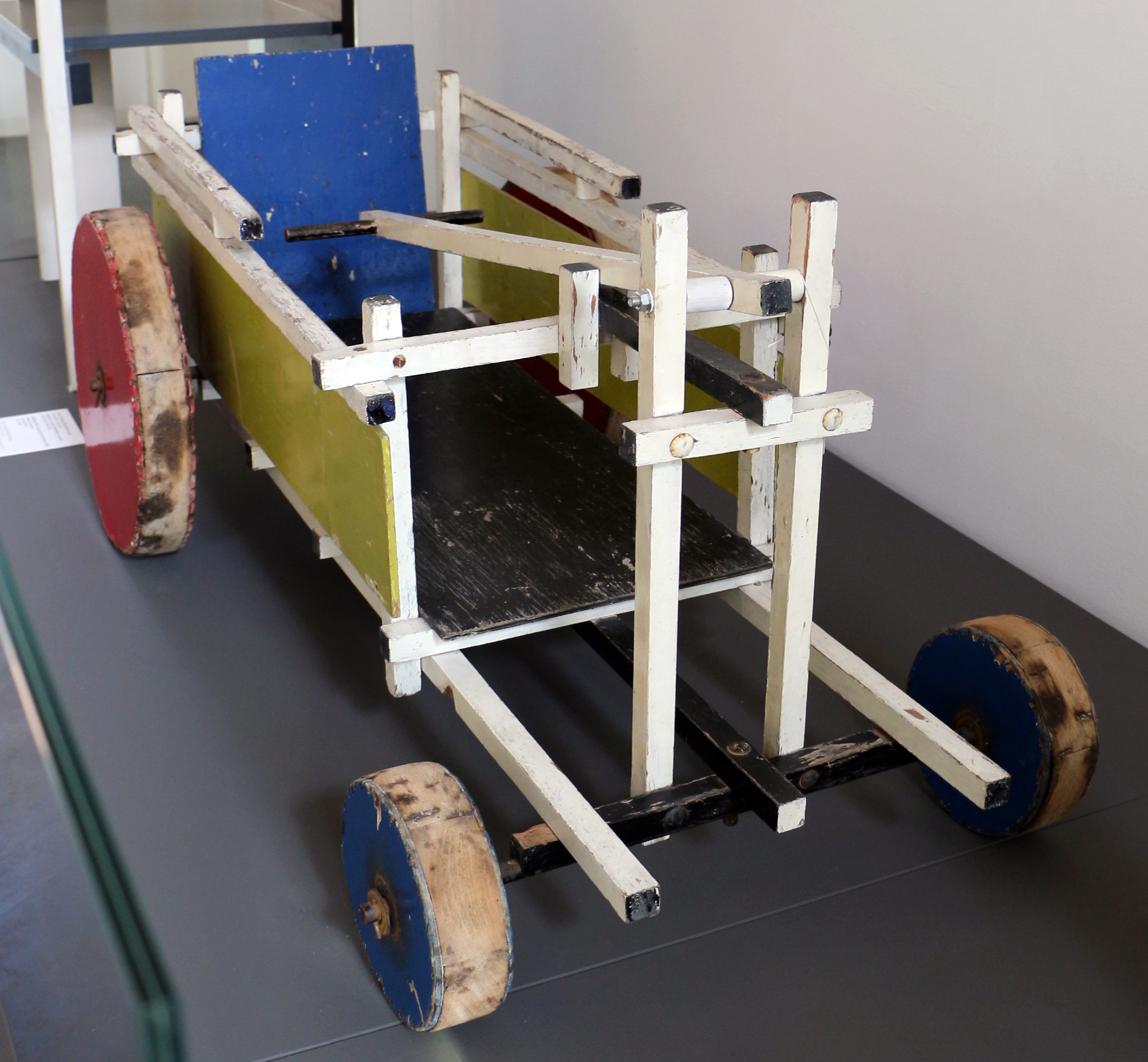
Г. Ритвельд. «Карета». 1922—1924
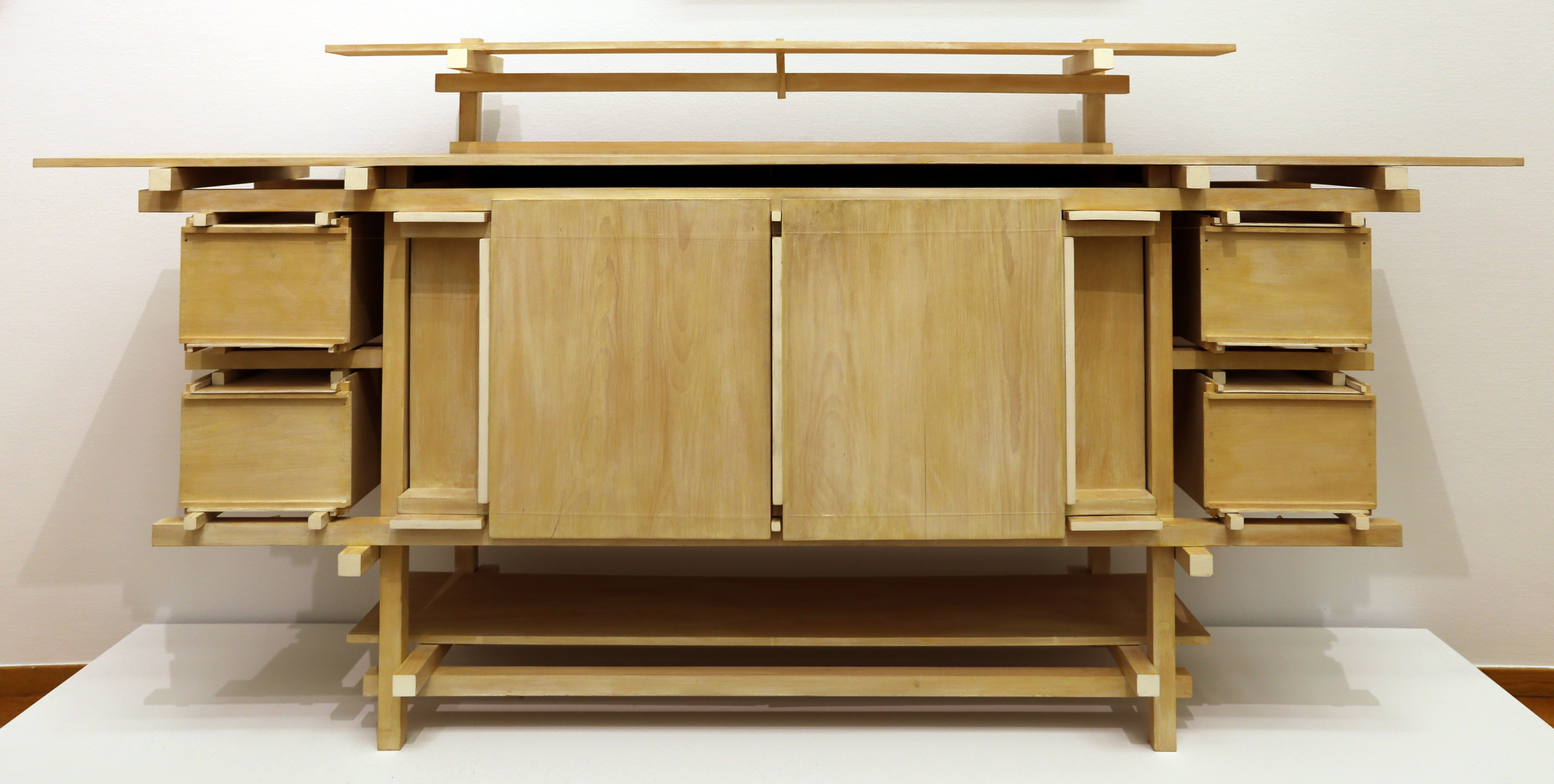
Г. Ритвельд. Стол-шкаф. 1919